# Chiesa di Santa Maria Maggiore (Altamura)
La chiesa di Santa Maria Maggiore è una chiesa cattolica della città di Altamura situata a ridosso del Muro di cinta di Altamura, oggi demolito.

## Storia ed elementi architettonici
La chiesa è risalente al XVI secolo d.C. e tra le caratteristiche degne di nota vi è un rosone all'interno del quale è posizionata una statua della Madonna. Degna di nota è anche la sacrestia, alla quale si accede tramite due accessi collocati dietro l'altare e che è caratterizzata dalla presenza di "elementi tipici dell'architettura tardomedievale".